# 超攻戦士 ザクレス
超攻戦士ザクレスは、アオシマが1983年に発売していたオリジナルSFロボットプラモデルのシリーズ。

## 概要
ガンプラブームに乗った各模型メーカーがこぞってSFアニメプラモデルに参入するなか、アオシマが展開した（アニメなどによらない）オリジナルシリーズ。各100円。それまでの人気アニメによく似たデザインが特徴。
デザインはスフィウスLABが担当。スフィウスLABは出版、映像美術方面で活躍する美術デザイン制作集団。トミーの玩具商品「ゾイド」シリーズの初期から中期にかけての商品デザインや美術背景制作などに多数参加している。
のちにパッケージを変更し、「スペースクロス」 (Space Cross) というシリーズとして、同じ100円で販売された。さらに後年、フルタ製菓より本製品が同梱された食玩として、「マイプラモデルチョコ」が発売された。

## 商品ラインナップ
シリーズ名は『超攻戦士ザクレス』だが、「DIMENSION MODEL」という別の肩書きもあった。
No.1 ELDAS（エルダス）戦闘用特別試用メカ。分厚い装甲はビーム砲にも耐える。人型であり5本指のマニピュレーターを両手に持つ。
No.2 BOMBAM（ボンバム）攻撃用量産型。明確な頭部はなく、頭頂部と胸部にキャノン砲を持ち、右手がレーザードリル、左手はクローアームになっている。細身のメカ。
No.3 BADON（バドン）攻防用強力型。明確な頭部はなく、左腕が肩ごと大型ビーム砲になっており胸部も左右非対称である。ボディの一部に丸に一文字のモールドが見られる。重厚な外観にもかかわらず「移動速度は最大マッハ7」という常識外れの設定を持つ。
No.4 DEZAK（デザック）哨戒用試作型。1本足のメカ。
No.5 ZAKURES（ザクレス）主人公の乗る主役メカとされているが主人公の名前など一切の設定はない。箱絵では白一色で胸に赤いインテーク状のモールドを持つ。頭部に箱型のキャノピーを持つ。手持ち武器はなく、両手の5本指のマニピュレーターの人差し指がそれぞれビーム砲口になっているため常に人差し指を立てている。「電子戦争が不可能になったときに威力を発揮する」との設定がある。
No.6 GOLMES（ゴルメス）攻撃用量産型。2門のキャノンを肩口に備え、3本に分かれたつま先を持つ。脛と腰が背中側に大きく湾曲しているために腰が引けているようなスタイルをしている。
No.7 BASH（バッシュ）哨戒用試作型。明確な頭部はなく、頭頂部にバズーカ、両腕が砲になっている。
No.8 MAGOS（マグオス）攻撃型強力型。一本のステー状の足の上にミサイルポッドと5門の機銃を備えたメカ。外見は据え置き型の機銃座風。後年、亜空大作戦スラングル用にデザインされたもので、本来は車両形態から砲台形態に変形するデザインである事が明らかにされた。
No.9 ARMAS（アーマス）機動装甲量産型。人間型のメカ。
No.10 ZATON（ザットン）攻撃特別試用型。最強メカらしくマッシブな体型。人間型のメカ。
No.11 RIWALK（リウォーク）歩兵用試作型。背中に小型の羽根があり、細い四肢を持つ人型メカ。
No.12 SOLDIR（ソルディア）重戦用強力型。2本足で2本腕だが戦車のようなデザイン。